# 麥克唐納灣
麥克唐納灣（英語：McDonald Bay）是南極洲的海灣，位於瑪麗皇后地的戴維斯海，處於阿當斯島和哈斯韋爾群島之間，寬19公里，以美國海軍指揮官命名。
66°36′S 92°44′E / 66.600°S 92.733°E